# 269742 Kroonorbert
269742 Kroonorbert este o planetă minoră (asteroid) din centura de asteroizi. A fost descoperită pe 23 octombrie 1998 la Piszkéstetői Obszervatórium⁠(d) de Krisztián Sárneczky⁠(d). 
Obiectul prezintă o orbită caracterizată de o semiaxă mare de 2,3176096380579 UAi, o excentricitate de 0,18, o înclinație de 4,6 ° în raport cu ecliptica.